# Белая (приток Индиги)
Бе́лая — река в Ненецком автономном округе Архангельской области России.
Исток Белой находится на западном склоне Тиманского камня Тиманского кряжа, юго-западнее горы Большая Коврига и северо-восточнее истока реки Волонга. Сначала река течёт с юга на север и перерезает Чайцынский камень, затем поворачивает на восток, северо-восток. Устье — река Индига, впадающая в Баренцево море. Длина реки — 81 км, площадь бассейна — ок. 400 км².
Крупнейшие притоки: Каменная Виска, Кумушка, Белый Коч-Вож.
В среднем течении реки Белая, находится Белореченское месторождение агата, которое относится к Северо-Тиманской группе месторождений.
На реке находится каньон «Большие ворота» — особо охраняемая природная территория регионального значения.

### Карты
- Лист карты Q-39-I,II Индига. Масштаб: 1 : 200 000. Указать дату выпуска/состояния местности.
- Лист карты Q-39-VII,VIII соп. Бол. Коврига. Масштаб: 1 : 200 000. Указать дату выпуска/состояния местности.